# عين كارم
كانت عين كارم تعد من ضواحي القدس، وكانت طريق مرصوفة بالحجارة تربطها بالطريق العام الذي يصل القدس بيافا، والذي يمر على بعد ثلاثة كيلومترات شمالي القرية. وتشير الأدلة الأثرية إلى أن هذا الموقع كان آهلا منذ الألف الثاني قبل الميلاد. وتقول إحدى الروايات إن عين كارم هي مسقط رأس يوحنا المعمدان، حسب المعتقدات المسيحية زار كل من يسوع ومريم العذراء زارا عين كارم مرات عدة. وثمة اعتقاد أن الخليفة الثاني عمر بن الخطاب مر بها ذات مرة خلال الفتح الإسلامي، وصلى فيها. تبين السجلات العثمانية أن عين كارم كانت في سنة 1596 قرية في ناحية القدس(لواء القدس), لا يتجاوز عدد سكانها 160 نسمة. وكانت عين كارم تؤدي الضرائب على عدد من الغلال والثمار.
في أوائل القرن التاسع عشر، ذكر الرحالة البريطاني جيمس بكنغهام أن ثمة مسيحيين في هذه القرية الصغيرة، وأن شجر الزيتون يكثر في الأودية المتاخمة لها. وأشار غيره من الرحالة، في وقت لاحق من ذلك القرن، إلى وجود كنيسة مار يوحنا الفرنسيسكانية ضمن دير في الجهة الشرقية، ودير آخر (راهبات صهيون) وكنيسة حديثة البناء. ويشير كتاب (مسح فلسطين الغربية) إلى أن مأوى روسياً كان في طور البناء سنة 1882، في أقصى غربي القرية، وإلى أن الفرنسيسكان أنشؤوا مدرسة للبٍنين، وأن راهبات صهيون يشرفن على مدرسة ودار أيتام للبنات.
ومع بداية القرن العشرين، توصل نفر غير قليل من أبناء هذه القرية إلى احتلال مناصب بارزة، كالشيخ عيسى منون الذي تبوأ في الأزهر الشريف في مصر منصب عميد كلية أصول الدين في سنة 1944, وعميد كلية الشريعة في سنة 1946. وقيل إن عين كارم كانت مقر القيادة السري الذي أدار منه الزعيم الفلسطيني الشهير عبد القادر الحسيني عملياته في الفترة 1936- 1939.
كانت عين كارم كبرى قرى قضاء القدس، سواء من حيث المساحة أو من حيث عدد السكان. وكانت منازلها مبنية بالحجر الكلسي والطبشوري وتعلو أبوابها ونوافذها قناطر مميزة. وكان عدد سكانها عام 1945 2510 من المسلمين و670 من المسيحيين. وكان السكان يتألفون من خمس حمائل، لكل منها حوش يجتمع فيه أبناء الحمولة للسمر والاحتفال بالمناسبات الخاصة. وكانت عيون كثيرة توفر للقرية مياه الشرب. وكان في القرية مدرستان ابتدائيتان (أحداهما للينين والأخرى للبنات) ومكتبة وصيدلية، وكان فيها أيضا نواد رياضية واجتماعية عدة وجمعية كشافة للبنين. وكان سكان القرية يشهدون عروضا مسرحية، وكان من جملة وسائل الترفيه وسبل الإعلام الأخرى مسرح في الهواء الطلق، ومذياع في مقهى القرية موصول بمكبرات صوت لتمكين عدد كثير من الناس من الاستماع إليه.
كان لعين كارم مجلس بلدي يدير شؤونها الإدارية. وكان فيها على الرغم من وقوعها في منطقة جبلية، بعض الأراضي المستوية في الشمال (ولا سيما في منطقة تدعى المرج) تستنبت فيها الخضروات والأشجار المثمرة. وقد زرع الزيتون وسواه من الأشجار المثمرة والكرمة على المنحدرات الجبلية. في سنة 1944, كان ما مجموعه 1175 دونما مخصصاً للحبوب، و7953 دونماً مرويا أو مستخدما للبساتين. وكان سكان عين كارم يعملون فضلاً عن الزراعة، في الصناعات الحرفية وفي صناعات خفيفة أخرى كمصنع تعبئة المياه المعدنية الذي كان في القرية، على سبيل المثال. وكان في القرية عدة كنائس وأديرة، أبرزها كنيسة يوحنا المعمدان (وتسمى أيضا كنيسة مار يوحنا), التي يقال إنها شيدت فوق الكهف الذي ولد فيه. ومن جملة المؤسسات المسيحية الأخرى: دير الفرنسيسكان، وكنيسة الزيارة، ودير مار زكريا، وكنيسة راهبات صهيون والقبور التابعة للكنيسة. كما يوجد في جوار نبع يسمى عين مريم مسجد ذو مئذنة، سمي المسجد العمري تيمنا بعمر بن الخطاب ثاني الخلفاء الراشدين.
القرى والمدن المحيطة بالقرية
من الشمال (لفتا. قالونيا. دير ياسين) من الجنوب (الجورة. الولجة. بيت جالا. بتير) من الشرق (القدس الشريف. المالحة) من الغرب (القسطل. صوبا. ساطاف)
التركيبة السكانية للقرية
من أربع حمائل وهم أربعة أخوة
الحارث، وعلي، وضرار (الضوار)، وزغب. وكذلك حمولة أال الشيخ الذين يعودون إلى جدهم الحاج عبيد المنشاوي الذي لجأ إلى عين كارم من قريته عراق المنشية الواقع بين الخليل وغزة
كما تضم بضع عائلات من المسيحيين ومنهم عائلة جعنينة وطنوس وبشارة ونجيب وزكرياداود وروك وغيرها والتي سكنت عين كارم على مر السنين كونها أرضا كرمت بمرور السيدة مريم العذراء وأقام بها سيدنا زكريا وشهدت مولد يحيى.

## احتلالها وتهجير سكانها
طوقت عين كارم على يد وحدة عسكرية تم تشكيلها من قوى متعددة، منها منظمة الإيتسل والجدناع (وهي كتائب شبيبة الهجاناه), وذلك في الأيام العشرة التي فصلت بين هدنتي الحرب (9-18 تموز1948), ويذكر كتاب «تاريخ حرب الاستقلال» الإسرائيلي أن القرية قصفت أول الأمر من هضبتين مجاورتين مشرفتين عليها، سميت أحدهما- لاحقا- جبل هرتسل. بينما يزعم المؤرخ الإسرائيلي بني موريس أن سكان القرية (هجروها) يوم 11 تموز، تشير رواية الهجناه إلى أن ذلك حدث بعد أسبوع تقريبا. وكان ناطق إسرائيلي أعلن في 13 تموز أن القوات الإسرائيلية احتلت عين كارم بينما أشار تقرير لاحق نشرته صحيفة (نيورك تايمز) إلى أن القرية احتلت خلال الأسبوع التالي وفي صبيحة 18 تموز. وقد نقل عن لسان قائد منطقة القدس الإسرائيلي، في 22 تموز، قوله (إن قلعة عين كارم الصليبية) احتلت بين الهدنتين. ووصف مسئولون رسميون عرب الهجوم بأنه خرق ل هدنة القدس، بينما قيل إن الجيش الإسرائيلي توصل إلى اتفاق مع لجنة الهدنة تستثنى بموجبه عين كارم من القرى التي يشملها وقف إطلاق النار الخاص بالمدينة المقدسة.
بدأ الهجوم على عين كارم في الساعة الثانية من فجر 18 تموز، إذ اقتحم الإسرائيليون أعالي جبل رب، المشرف على القرية. وفي الساعة التاسعة صباحا سقطت القرية (من دون مقاومة), بحسب ما ذكر مراسل صحيفة (نيورك تايمز) الذي يمضي في تقريره قائلاً إن الجيش العربي والجيش المصري المتمركزين في المنطقة «لم يبديا مقاومة تذكر». لكن من المستبعد جدا أن تكون وحدات أي من الجيشين - فكم بالحري كليهما - موجودة في القرية آنذاك. ومع ذلك فقد أشار المراسل إلى أن سكان القرية، المعتبرة تقليدياً مسقط رأس يوحنا المعمدان، كانوا هجروها ولم يطلق سوى بعض الطلقات النارية على جندي عربي وحيد وهو يفر. ويقول موريس إن بعض سكان القرية كان قد هرب في نيسان 1948, عقب مجزرة دير ياسين التي تبعد عن عين كارم 2,5 كلم فقط في اتجاه الشمال الشرقي.
في نهاية كانون الأول 1948, بدأت حركة هجرة اليهود الجماعية باتجاه القدس، فاستقر نحو 150 عائلة في قرية عين كارم التي باتت تابعة لبلدية القدس الغربية الإسرائيلية.
ويعيش غالبية اهالي عين كارم في الأردن وعددهم يصل 350000 وهناك جمعية باسمها ونادي كرة قدم في الدرجة الأولى وصعد للدرجة الثانية بعد انتكاسة النادي في 2017

## المستعمرات الإسرائيلية على أراضي القرية
في سنة 1949, أنشأ الإسرائيليون مستعمرتي بيت زايت وإيفن سبير على أراضي القرية. كما أنشئت عليها في سنة 1950 مدرسة عين كارم الزراعية. وضمّت أراضيها إلى بلدية القدس الإسرائيلية.

## القرية اليوم
عين كارم من القرى القليلة جدا التي سلمت أبنيتها، على الرغم من تهجير سكانها. ويقيم اليوم في منازل عين كارم عائلات يهودية، إضافة إلى عائلة عربية مسيحية واحدة كانت أبعدت في سنة 1949 عن قرية إقرت (قضاء عكا), وتعيش الآن في مبنى مدرسة قديم تابع لدير الفرنسيسكان. وثمة بين المنازل الكبرى أبنية حجرية جميلة مؤلفة من طبقتين أو ثلاث طبقات ولها نوافذ مقنطرة وأبواب محفوفة بقنطرة كبرى تتخلف قليلا (كجواف المحراب) عن واجهة البناء. وفي القرية اليوم سبعة من الأديرة والكنائس، فضلا عن مقبرة للمسيحيين مجاورة للدير الروسي، وأخرى للمسلمين وسط القرية تغطيها النفايات والتراب، وتتعرض مؤخراً لمحاولات طمس معالمها وشق طرق فيها من قبل بعض المستوطنين الساكنين في البيوت المجاورة للمقبرة. وهي تضم قبرين بارزين يرتفعان عن باقي القبور.
أحد القبور هو للشهيد إسماعيل الصوباني الذي سقط برصاص جنود بريطانيين قبيل ثورة 1936 منحوت على قبره أبيات شعر قيلت في رثائه. ولا يزال مسجد القرية قائماً ولكنه مغلق مهجور، وكذلك لا زالت مئذنته قائمة. وتتدفق مياه عين مريم تحت المسجد. وقد بني مستشفى هداسا الإسرائيلي على أراضي القرية على جبل راس التوتة.